# Crângurile
Crângurile è un comune della Romania di 3 434 abitanti, ubicato nel distretto di Dâmbovița, nella regione storica della Muntenia.
Il comune è formato dall'unione di 7 villaggi: Bădulești, Crângurile de Jos, Crângurile de Sus, Pătroaia-Deal, Pătroaia-Vale, Rățești, Voia.